# فرودگاه شهری مک‌کال
فرودگاه شهری مک‌کال (به انگلیسی: McCall Municipal Airport) یک فرودگاه همگانی بهره‌برداری هوایی با کد یاتا MYL است که یک باند فرود آسفالت دارد و طول باند آن ۱۸۶۲ متر است. این فرودگاه در شهر مک‌کال، آیداهو کشور ایالات متحده آمریکا قرار دارد و در ارتفاع ۱۵۳۱ متری از سطح دریا واقع شده‌است.